# 中瀬雅通
中瀬 雅通（なかせ まさみち、1949年8月11日-  ）は、日本の経営者、公認会計士。三陽商会社長を務めた。東京都出身。

## 来歴・人物
1972年に慶應義塾大学経済学部を卒業し、同年9月に南カリフォルニア大学経営大学院を経て、1973年9月にコロンビア大学経営大学院に入学し、1974年8月に修士課程を修了し、同年9月にクーパース・アンド・ライブランドニューヨーク事務所に入所。1982年6月に三陽商会に転じ、1987年3月に取締役に就任し、1988年3月に常務、1989年3月に専務を経て、1991年3月に副社長に就任し、1993年3月には社長に昇格した。2000年3月に会長に就任し、。